# 전유정 (아코디언 연주자)
전유정(1991년 5월 2일 ~ )는 대한민국의  아코디언 연주자이다.

## 소속
- DUSKY80
- Confédération internationale des accordéonistes (국제아코디언협회) 한국투표위원
- Confédération Mondiale de l'Accordéon (세계아코디언협회) 한국대표단

## 학력
- Ufa State Institute of Arts 수료
- Deschamps Accordion Academy 수료
- Gnessin State Musical College 학사 졸업
- Gnessin State Musical College 석사 졸업

## 경력
- 20세기 아코디언의 거장 Yuri Dranga 및 Vyacheslav Semenov, 21세기 아코디언의 거장 Frederic Deschamps을 동시에 사사.
- 2015년 그네신 국립음대를 수석으로 졸업하고 2017년 동 대학원 석사과정 전액장학생(한국인 최초)으로 입학한 뒤 과정을 수료하며 그린코 오케스트라 아코디언 솔로이스트, 모스크바 라디오 오케스트라 아코디언 솔로이스트로서 미국, 독일, 오스트리아, 이탈리아, 프랑스, 뉴질랜드, 캐나다, 일본, 중국, 터키, 러시아 등 전 세계에서 본격적으로 아코디언 연주가로서의 활동을 시작하고 2017년 귀국.
- 국내 유일의 클래식 아코디언 연주자라는 점을 인정, 2014년에 금호 영 아티스트, 2017년에 금호 라이징 스타로 지정.[4]
- 유네스코와 제휴중인 국제음악위원회 산하 국제아코디언협회 CIA를 비롯, 주요 세계 협회 및 콩쿨에 최초이자 유일한 한국위원 및 심사위원으로 초청 및 지정 (2017~).[5][6]